# Agariste
Agariste (in greco antico: Ἀγαρίστη?, Agarìstē; V secolo a.C. – V secolo a.C.) è stata una nobile ateniese, moglie di Santippo e madre del famoso Pericle.
Essendo figlia di Ippocrate il Vecchio, fratello del legislatore Clistene, Agariste apparteneva all'importante famiglia ateniese degli Alcmeonidi. Sposò Santippo, figlio di Arifrone e arconte di Atene, che comandò la flotta ateniese, alleata a quella spartana (guidata dal re di Sparta Leotichida), nella battaglia di Micale, che, assieme ad altre battaglie, pose fine all'invasione persiana della Grecia.
Secondo il mito, quando Agariste era incinta, sognò di dare alla luce un leone: pochi giorni dopo nacque suo figlio, Pericle.